# Ikindwa
Ikindwa ist ein Verwaltungsbezirk (englisch Ward) des Distrikts Nzega (DC) in der tansanischen Region Tabora.

## Geografie
Ikindwa ist ein ländlicher Bezirk im westlichen Teil des zentralen Hochlands von Tansania, etwa 35 Kilometer Luftlinie nordwestlich der Distrikthauptstadt Nzega. Bei der Volkszählung 2022 lebten 12.171 Menschen in 2269 Haushalten auf einer Fläche von 123 Quadratkilometern.
Der Bezirk grenzt an vier Bezirke des Distrikts Nzega (DC):
| Igusule         |                                             | Mwamala |
|                 | Kompassrose, die auf Nachbargemeinden zeigt |         |
| Kahama Nhalanga |                                             | Uduka   |

## Gliederung
Der Bezirk besteht aus drei Gemeinden (swahili Mtaa) mit 26 Orten (Kitongoji):
| Ikindwa - Ikindwa - Imenya A - Nzanza - Itundulu - Nduli - Nyahawe - Ishinde | Malolo - Malolo - Kilyandeta - Isopelya - Kilyaloha - Sole - Ngwinoni - Ifubyanzige - Nkinga - Izima | Kayombo - Inyengeja - Isukamawe - Ibongoya - Mumba - Sengerema - Imalanguzu - Matale - Uchama - Sima - Nyenze |

## Infrastruktur
- Bildung: Die Ikindwa Secondary School ist eine staatliche weiterführende Schule mit einer Ausbildung für Tagesschüler bis zur 4. Stufe.[8]
- Gesundheit: In den Gemeinden Ikindwa und Malolo liegt je eine staatliche Apotheke.[9][10]